# Stark Industries
Pour les articles homonymes, voir Stark.
Stark Industries (NYSE : SIA, NASDAQ : STRK, fictionnels), plus tard également connue sous les noms de Stark International, Stark Innovations, Stark/Fujikawa, Stark Enterprises, Stark Solutions et Stark Resilient, est une entreprise multinationale américaine de fiction présente dans l'univers Marvel de la maison d'édition Marvel Comics. Créée par Robert Bernstein (en), Stan Lee et Jack Kirby, la société fait sa première apparition dans le comic book Tales of Suspense #40 en avril 1963.
Dans le comic book, Stark Industries est créée dans les années 1940 par l'homme d'affaires Howard Stark ; basée à Long Island dans l'État de New York, la firme fabrique notamment de l’armement pour le gouvernement américain. La société devient ensuite la propriété du milliardaire Tony Stark (alias Iron Man), le fils d'Howard Stark. En tant que CEO de l'entreprise et super-héros, Tony Stark prend à cœur de protéger sa firme et surtout ses employés, pour lesquels il sacrifie plusieurs fois des bâtiments et des appareils importants appartenant à sa société.
Dans l'univers cinématographique Marvel, Stark Industries est basée à Los Angeles en Californie ; elle possède un logo similaire à celui des entreprises américaines du secteur de la Défense, comme Lockheed Martin et Northrop Grumman ; elle est inscrite à la Bourse de New York (New York Stock Exchange) sous le sigle « SIA ».
Selon le classement des « 25 plus grandes sociétés fictives » établi par le magazine spécialisé Forbes, le chiffre d'affaires de Stark Industries a été estimé à 20,3 milliards de dollars, ce qui classe l'entreprise au 16e rang de cette liste,.
Stark Industries est aussi le nom d’une entreprise réelle, basée à Houston au Texas, qui fabrique des compresseurs à haute pression,.

## Historique fictif de la société

### Origines
Stark Industries est une firme multinationale qui trouve son origine dans la deuxième moitié du XIXe siècle aux États-Unis, sous la forme d’une affaire familiale d’ingénierie et de manufacture dirigée par Isaac Stark Sr. Isaac Stark développe de nouvelles technologies électriques et d’ingénierie ayant des applications dans le domaine de la sécurité. Au cours du XXe siècle, la petite société connaît un large essor et, sous la conduite de Howard Stark (le père de Tony Stark), devient l’une des principales firmes industrielles du monde.
Dirigée par Howard Stark, la petite entreprise initiale devient un consortium familial, Stark Industries (SI), avec une activité de fournisseur industriel pour les forces armées des États-Unis et le SHIELD. Elle conçoit et fabrique des techniques de pointe, utilisées notamment dans le secteur des composants électroniques, l’armement, les systèmes de défense, l’automatisation, la recherche médicale, la recherche scientifique, l’aéronautique terrestre et spatiale et bien d’autres encore. Son principal centre de recherche se situe à Long Island dans l’état de New York, mais la société dispose de nombreuses filiales à travers les États-Unis et dans le monde.

### Développement
Stark Industries devient l’un des principaux fournisseur du gouvernement américain, notamment en composants électroniques utilisés dans l’aviation, les missiles et l’armement moderne.
Jouissant d'une réputation de qualité et d’innovation de ses produits, Stark Entreprises étend progressivement ses activités. Dans les années 1980, elle conçoit et fabrique de A à Z des avions, missiles, systèmes de guidage, etc., ne se limitant plus à la simple fabrication de composants assemblés autre part. Howard Stark se sert de l’inventivité de son fils Anthony afin de développer de nouvelles technologies, notamment dans de domaine de la conception de transistors électriques, alors même que Tony n'avait ne s'occupait pas de la gestion quotidienne de la société.
Republic Oil & Gas (la Roxxon Energy Corporation (en)), une firme concurrent de SI, finance secrètement l'assassinat de Howard Stark et de son épouse Maria et les fait tuer. Du jour au lendemain, Tony Stark se voit bombardé au rang de président de la société, une situation que ses adversaires tentèrent en vain d'exploiter afin de le pousser à revendre ses parts de l’entreprise.
À un moment donné, un entrepreneur et homme d’affaires européen, Obadiah Stane, commence à s’intéresser à Stark International, décidant d’en devenir l’actionnaire majoritaire. Usant d’une série de manœuvres complexes et douteuses, Stane réussit à prendre le contrôle de la présidence et la direction de Stark International. Tony Stark, devenu alcoolique du fait de ses déboires, refuse de travailler sous les ordres de Stane et quitte la compagnie créée par son père. Stane rebaptise la société Stane International et reprend rapidement la fabrication d’armes pour le SHIELD. Par la suite, Stark, redevenu sobre, fonde une nouvelle société à Los Angeles et parvient à reprendre le contrôle de Stane International.

## Personnages
Les différents auteurs de la série Iron Man dotèrent cette société d'une large galerie de personnages. Comme par exemple James Rhodes, qui prit temporairement le rôle de PDG de Stark Enterprises à la mort de Tony Stark, cumulant également les fonctions de garde du corps, pilote personnel et confident de ce dernier, et qui devient plus tard War Machine ; l'équipe dirigeante qui entoure Stark et lui fait office de famille : son comptable Abe Zimmer (père de substitution, âgé mais doué en informatique) ; sa secrétaire Miss Arbogast (mère de substitution) ; Mike « Happy » Hogan (chauffeur-garde du corps en remplacement de Rhodes, rival amoureux de Stark mais d'une loyauté indéfectible envers lui), etc.

## Noms de la société
Stark Industries a été fondée par Howard Stark dans les années 1940 et reprise par son fils Anthony après sa mort. Au fil des ans, et en raison de la faillite, de la « mort » de Tony, de son retour et des prises de contrôle hostiles, l'entreprise a subi de nombreux changements de nom, incluant Stark International (plus tard Stane International), Stark Enterprises,, Stark/Fujikawa et Stark Solutions.

## Apparition dans d'autres médias

### Cinéma
Dans l'univers des films Marvel, l'expérience de Tony Stark en Afghanistan le dégoûte de la violence. Il continue à honorer certains contrats avec le gouvernement, mais jamais pour produire des armes létales. Il se sert également de sa firme pour financer des œuvres philanthropiques, des actions écologiques, et pour racheter les sociétés de ses ennemis afin de mettre fin à leurs manœuvres néfastes.
- Un clin d'œil à l'entreprise est fait dans le film L'Incroyable Hulk (2008), au tout début, lors du résumé des évènements, et à la fin du film, Tony Stark en personne intervient dans l'histoire.
- Dans Iron Man (2008), le logo de Stark Industries est fortement inspiré de celui du groupe américain de la défense Lockheed Martin, qui comme Stark est leader dans le domaine de l'armement en Amérique.
- Un autre clin d'œil est visible dans Captain America: First Avenger (2011), au début du film et dans plusieurs autres parties de ce même film.
- Dans Avengers (2012), Tony Stark fait bâtir l'énorme Tour Stark à New York.

### Télévision
- Dans l’épisode 7 de la saison 9 de la série télévisée Stargate SG-1, Stark International est mentionné brièvement dans l'intrigue[13].